# ثعبان البحر القصير
ثعبان البحر القصير أو ثعبان شو البحري (الاسم العلمي: Hydrophis curtus)، ،ولكنه غالبًا ما يتضمن ثعبان البحر شائك البطن (Hydrophis hardwickii ) هو نوع من أفعى البحر. مثل كل ثعابين البحر، فهي حية ولود، بحرية بشكل كلي، وذات أنياب أمامية شديدة السمية. تُجمع لمجموعة متنوعة من الأغراض بما في ذلك غذاء للإنسان والحيوان، ولأغراض طبية ولجلدها.. تنتشر على نطاق واسع في المحيطين النهدي والهادي وفي مياه الخليج العربي.